# 威尔·布雷迪
威廉·保罗·布雷迪（英語：William Paul Brady，1876年2月12日—1943年2月27日）是美国律师，1909至1914年德克萨斯州第70司法区首任地方檢察官，辖区含西部11县；1917至1919年他在新成立的埃尔帕索县任县法院法官。布雷迪担任地区检察官时主持起诉多起备受关注的谋杀案，如被控毒杀亲女的艾格尼丝·奥纳（Agnes Orner），墨西哥少年被控杀害白人女子，人称“合法私刑”的死刑案。:79
布雷迪生于奧斯汀拓荒者家庭并长大，哥哥约翰·布雷迪也是德克萨斯律师和法官，侄女卡罗琳·布雷迪是语文学家。威尔毕业后花三年在县学府任教，随后竞选县教育长，当选后连任一届，从1900年任职到1904年。接下来他取得德克萨斯大学法学士学位并迁居佩科斯，执业多年后经德克薩斯州州長托马斯·米切尔·坎贝尔任命出任地区检察官。1915年布雷迪搬到埃尔帕索继续当律师，不久又由州长詹姆斯·弗格森提名担任法官。他1919年辞职后迁居加利福尼亚州从事石油业，常年为石油企业打官司，后来还代表美国农业贷款协会。
布雷迪一直深入参与奥斯汀、佩科斯、埃尔帕索、聖路易斯-奧比斯波社会、政治、商业事务，《埃尔帕索先驱报》称他“西德克萨斯公众名流”。他支持民主党，组织党派集会并讲话，出席县或州党代表会议。他信奉天主教，参与的社交活动不计其数，曾任美国天主教骑士团德克萨斯州主席。正如《佩科斯时报》所述，布雷迪“在推动佩科斯发展领域始终位居商界前列，而且一直是社会进步的可靠助力”，克鲁斯石油公司与佩科斯谷南部铁路都在他推动下成立。

## 早年经历与教育
威廉·保罗·布雷迪1876年2月12日生于奧斯汀，父亲詹姆斯·布雷迪与母亲艾格尼斯都是该城早期居民，定居五年后生下威廉。两人共有五个孩子，另外四个分别叫约翰、大卫·约翰、艾格尼丝·玛格丽特、海伦·格特鲁德。约翰·布雷迪也当上律师和法官，但顺风顺水的事业却因谋杀罪入狱三年戛然而止。此外，威尔的侄女卡罗琳·布雷迪是知名语文学家。
布雷迪在奥斯汀长大并就读公立学校，1895年从史蒂芬·奥斯汀高中毕业，而且一年前就获德克萨斯大学录取，1896年在该校文学院毕业。

## 事业

### 教育
布雷迪1897年左右开始在德克萨斯州斯宾克勒教书，主导乡村小学教育。学期通常在收获棉花后的九或十月开始，来年六月左右结束。任教期间他加入特拉维斯县教师协会，在协会集会共同主持讨论新教科书法律和论文《学校法》，针对“学校法需要修改”、“学校读者的真实与虚构”、“如何教授德克萨斯史”、“职业礼仪”等话题演说。他协助组织流动图书馆为全县教师提供专业书籍，1900年在埃尔金暑期師範學校教导自然地理學。
1900年，在斯宾克勒任教第三年的布雷迪竞选特拉维斯县教育长，主要负责该县乡村而非城镇学校。斯宾克勒巴尔氏、罗泽氏、麦克斯韦氏三位居民签名背书，称布雷迪是“受过良好教育的年轻人，满腔抱负，努力为声誉拼搏”。据《奥斯汀政治家日报》记载，布雷迪三月底已经开始“精力充沛地四处拜票”。他在四月初选的对手詹姆斯·戴是奥斯汀某校长。初选结果基本势均力敌，布雷迪以2679票获胜，戴获2524票。11月的普选布雷迪没有对手，12月1日宣誓就职，任期两年。他在普选数天前递交宣誓书在政治集会宣读，指控地区法院法官弗兰克·莫里斯召集大陪审团调查政治对手。第二年布雷迪休假三周，其间到访水牛城和纽约。
布雷迪任教育长的职责包括审核学生转校和开除、聘请讲师。1901、1903、1904年他在暑期师范学校任教，给教师证考试评分，还为登顿新成立的女子工学院挑讲师。布拉迪继续参与教师协会，不时组织会议，就时事发表见解。他还参加德克萨斯州教师协会会议，在会上带头讨论论文《只有一名教师的学校是否应该限制年级数量？》。
1902年布雷迪竞选连任，他致信《奥斯汀政治家日报》为竞选造势：“城里人对县教育长漠不关心，因为他与城里的学校毫无关系，但选人时他们应该在很大程度上接受与县学府有直接关系的人指导。本县共有80名教师、225名校董事，考虑过往表现，我敢说他们几乎全部支持我连任。”六月初选的对手又是戴，布轩迪以不足百票优势胜出，《奥斯汀政治家日报》称两人“并驾齐驱”，一度报导戴领先。11月的普选布雷迪仍然没有对手，任期届满之际不再争取连任，下任教育长卡尔·哈特曼1904年12月1日宣誓就职。第二天布雷迪协调开展哈特曼安排的教师考试，为公立学校选拔人员。12月7日他出席县教师协会会晤，现场向他赠送礼品伞，感谢他任职四年的贡献。

### 法律

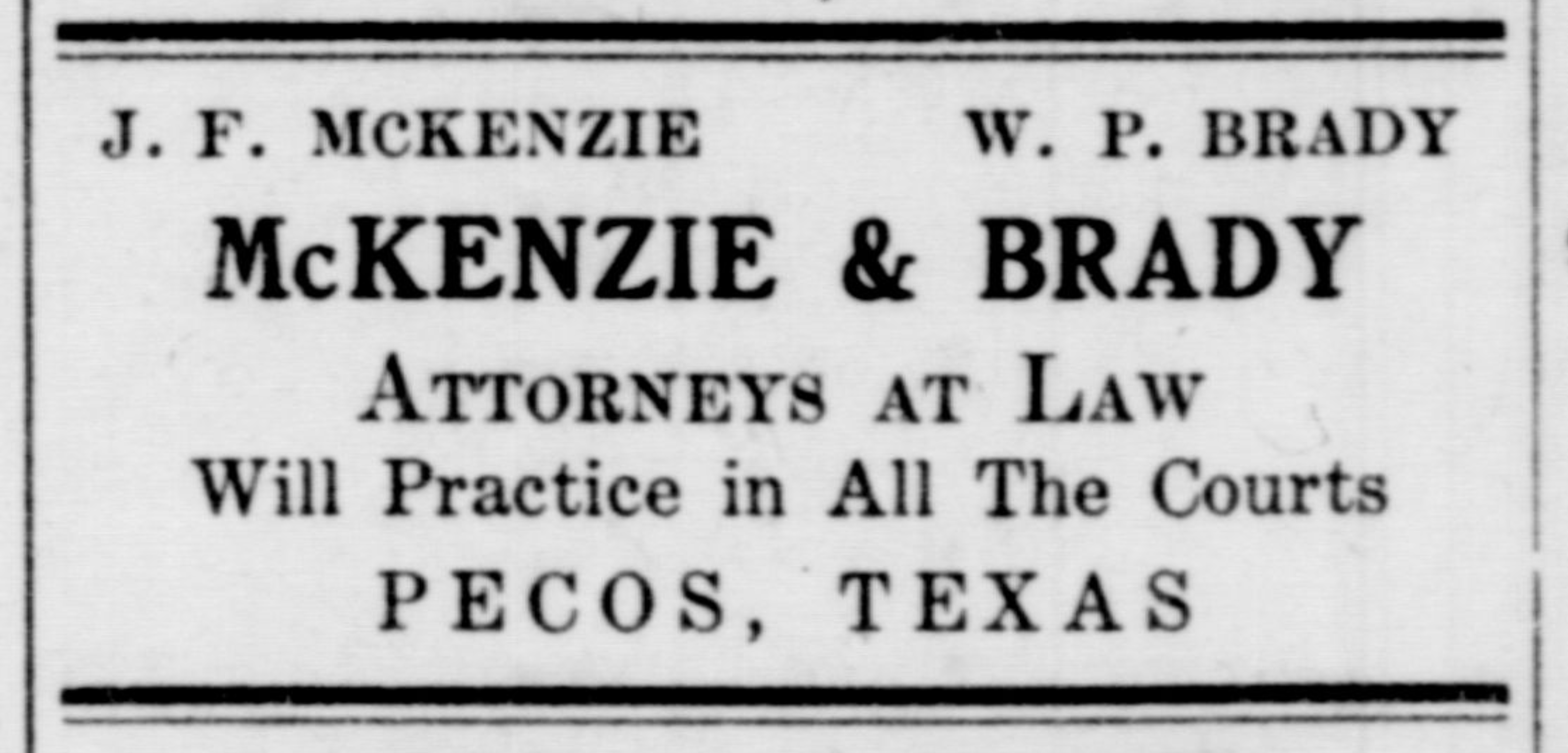
1910年报上刊登麦肯齐与布雷迪律师事务所广告

布雷迪1904年夏与布里格斯氏在密尔沃基生活数周，同期在圣路易斯观看路易斯安那购地博览会。年底，尚未卸任教育长的布雷迪获德克萨斯大学录取深造法律，在校期间参与年终舞会、学校年鉴、德克萨斯独立日庆典等活动主办委员会运作。他1905年申请参加律師資格考試，次年毕业并获法学士学位。毕业后一个月他前往德克萨斯州特克萨卡纳，参加奥斯汀邦联之家军需主任罗伊·李·沃克的婚礼并担任伴郎。
布雷迪毕业后迁居佩科斯，与德克萨斯州众议员詹姆斯·麦肯齐合伙经营律师事务所。事务所起名“麦肯齐与布雷迪”，接手法律和不动产事务。据称事务所的不动产文献办公室拥有里夫斯縣、洛文縣、温克勒县所有不动产文献。

### 地区检察官
德克萨斯州第70司法区成立后，州长托马斯·米切尔·坎贝尔1909年10月3日提名布雷迪为首任地方檢察官，辖区含米德兰县、厄克托县、盖恩斯县、格拉斯科克县、里夫斯县、沃德县、安德鲁斯县、克伦县、洛文县、温克勒县、阿普顿县。提名地区法官的艾萨克斯氏是米德兰律师。

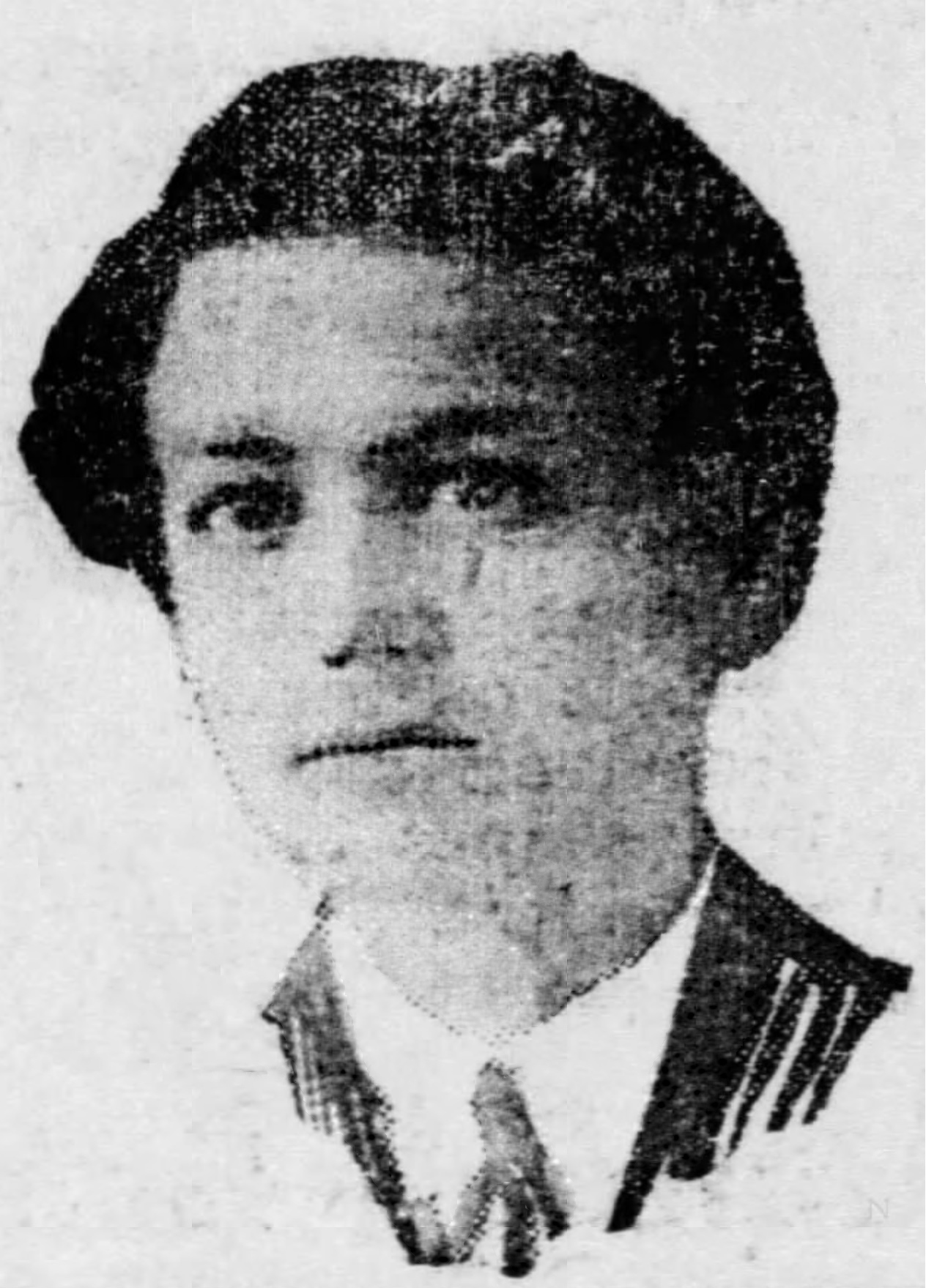
小莱昂·马丁内斯

布雷迪1911年起诉小莱昂·马丁内斯，案件史称“合法私刑”:79。年仅15岁的马丁内斯在26岁女子艾玛·布朗遭人谋杀后被抓，主要依据是案发当天有人看到他在杂货店与受害人交谈:81–82。被告两次供认罪行，第一次是抓到他的人承诺“只要认罪就不会在警长赶来前绞死你”，第二次是警长威胁不认罪就把他交回暴民处理:81–82。1911年7月24日（案发两天后），布雷迪向监狱外聚集群众展示马丁内斯的书面证词:82。马丁内斯被捕五天后，布雷迪主持的起诉就得出死刑判决。据《加尔维斯顿每日新闻》报导，案件判决后“成百上千”人与检察官和法官握手，“感谢他们马上关注案件，与私刑擦肩而过”。艾萨克斯安排9月1日执行绞刑:86。“里夫斯县几乎所有人”签署请愿书，要求州长奥斯卡·布兰奇·科尔奎特不要宽大处理被告，布雷迪八月亲自拜访州长提出同样要求。案件引发全美乃至国际社会关注，最高法院以没有管辖权为由拒绝接受上诉，马丁内斯最后在1914年被处绞刑:87–88, 91–95, 99–100。《埃尔帕索先驱报》称赞布雷迪“积极推动案件进展……促使地区法院判决执行，竭尽所能要求绞刑”。
1912年布雷迪起诉又一起备受关注的谋杀案，起诉艾格尼丝·奥纳毒杀年仅11岁的亲生女儿。这是奥纳第三次受审，首次庭审的无期徒刑判决因故推翻，二审以流审告终。布雷迪想尽办法，但第三次审理仍以流审告终，八名陪审员主张罪名不成立，四人相反。奥纳后在第六次庭审定罪，服刑五年后获赦免。
1913年1月里夫斯县法院法官约翰·利维尔去世，布雷迪等四人递交申请，但三名县委员经表决选中负责选举及房产登记等事务的县政官员赫克托·麦凯拉。布雷迪同年五月起诉涉嫌谋杀里夫斯县委员汤姆·塔克的希尔斯氏，被告声称死者企图侵犯他老婆。法庭判决希尔斯犯下过失杀人罪并处最低刑罚：两年有期徒刑。布雷迪马上开始起诉又一起谋杀案，控告佩科斯居民詹姆斯·莱特枪杀邻居斯蒂德氏。案件因故变更审理地点至米德兰县。法官艾萨克斯因陪审员人选不足牵线佩科斯谷南部铁路开专列运送人员，但检视176人后还只凑到八人，法院九月判被告罪名成立并处30年有期徒刑。《埃尔帕索先驱报》指出，莱特案是米德兰县首次判决白人谋杀罪名成立，意义“特别重大”。
布雷迪至少1914年2月还在担任地区检察官，力促费尔南多·苏比亚供认枪杀警长摩尔黑德氏，同月布雷迪走上法庭作证，苏比亚定罪后被判死刑，后减为无期徒刑。报纸文章将苏比亚与马丁内斯相提并论，两起案件都是墨西哥裔杀害白人，两名被告关押的牢房相邻，原计划在同一个月绞死，马丁内斯出发前往絞架之际把身上零钱送给苏比亚。

### 县法官
布雷迪1915年移居埃尔帕索，斯塔福德与马汉律师事务所在他加入后更名斯塔福德、布雷迪与马汉并把办事处搬到第一国民银行大楼。1917年埃尔帕索县法院成立，州长詹姆斯·弗格森提名布雷迪等三人竞争县法官。县法院对刑事和民事案都有管辖权，已有的埃尔帕索县审判庭保留，负责遗嘱认证、未成年人犯罪等事务。布雷迪继承2500美元年薪（相当于2020年的6.4万美元）和大量积压案卷，其中待定刑事案八百起，民事案更达三千起。七月前四周是法院首轮庭审期，布雷迪当法官后首次主持的陪审团案件是贩卖烈酒案。这段时间法庭审理的其他案件涉及非法拘禁、携带枪支、疏于扶养义务、 盗窃木材、过失杀人等。法院休庭后县委员让布雷迪休假两周，他在新墨西哥州奥特罗县克劳德克罗夫特度假，把新建成的房子出租直到法院九月开始秋季庭审期。新案卷约有50起涉酒案。布雷迪同年11和12月都在审案。
布雷迪1918年竞选连任，这也是首次埃尔帕索县法官选举。他在竞选期间表态支持禁酒，与县检察官威廉·弗莱尔、第34司法区法官沃尔特·豪一起在报纸刊登半版广告，宣布所谓持牌酒水经销商一律奉公守法的说法纯属谎言。布雷迪在活动现场引荐弗莱尔、县法官爱德华·麦克林托克、法官丹·杰克逊和小托马斯·卡洛维·利亚，还在另一场活动亮相支持德萨斯州民主党州议员尤因·托马森。布雷迪为竞选花费至少430美元（相当于2020年的7400美元），在初选时根本没有对手。这一定程度上属于当地民主党策略，旨在提前选定候选人、优先支持在任官员来减少内斗和选票流失。
布雷迪1918年继续审案。据《埃尔帕索先驱报》所述，1918年1月新一轮庭审期刚开始审理的安娜·瑞姆无证行医案引起“重大关注”，法院判决被告罪名成立，处250美元罚款并在县监狱服刑三个月，但判决后因布雷迪的法律失误撤销。二月首周他前往佩科斯担任庭审特派法官，在此期间安妮·瑞姆再度因无证行医被捕，布雷迪赶上她再次受审，判她入狱15天并罚款100美元。
1918年3月，德克萨斯州议会通过托马森递交的法案，授予埃尔帕索县法院和县审判庭审理刑事案的同等职权。法案旨在提升法院工作效率，县法院事务繁忙时审判庭分担刑案审理。布雷迪继续审理刑事案，其中三月警局外科医生约翰·哈迪出庭受审，法院判决他以手枪殴打旅店业主罪名成立。布雷迪在另一起案件对科特尔县警长西奥多·康贝斯特、县检察官约翰·马丁签发逮捕令，两人涉嫌谋杀在审谋杀案的主要证人。同年布雷迪造访洛杉矶，九月与麦克林托克达成协议，布雷迪此后专门负责民事案，刑事案交给麦克林托克。同月布雷迪对某房地产所有权案下达指示裁决。为延缓流感蔓延，埃尔帕索所有州和联邦法官在十月第二周不开庭审案，布雷迪也不例外。12月查尔斯·霍尔曼因交通违规受审时在法庭口吐国骂，法官以藐視法庭罪判他24小时监禁，布雷迪拒绝霍尔曼的人身保护令请求。布雷迪1919年6月也有待审案卷，其中至少包含九起陪审团审判。

### 石油业

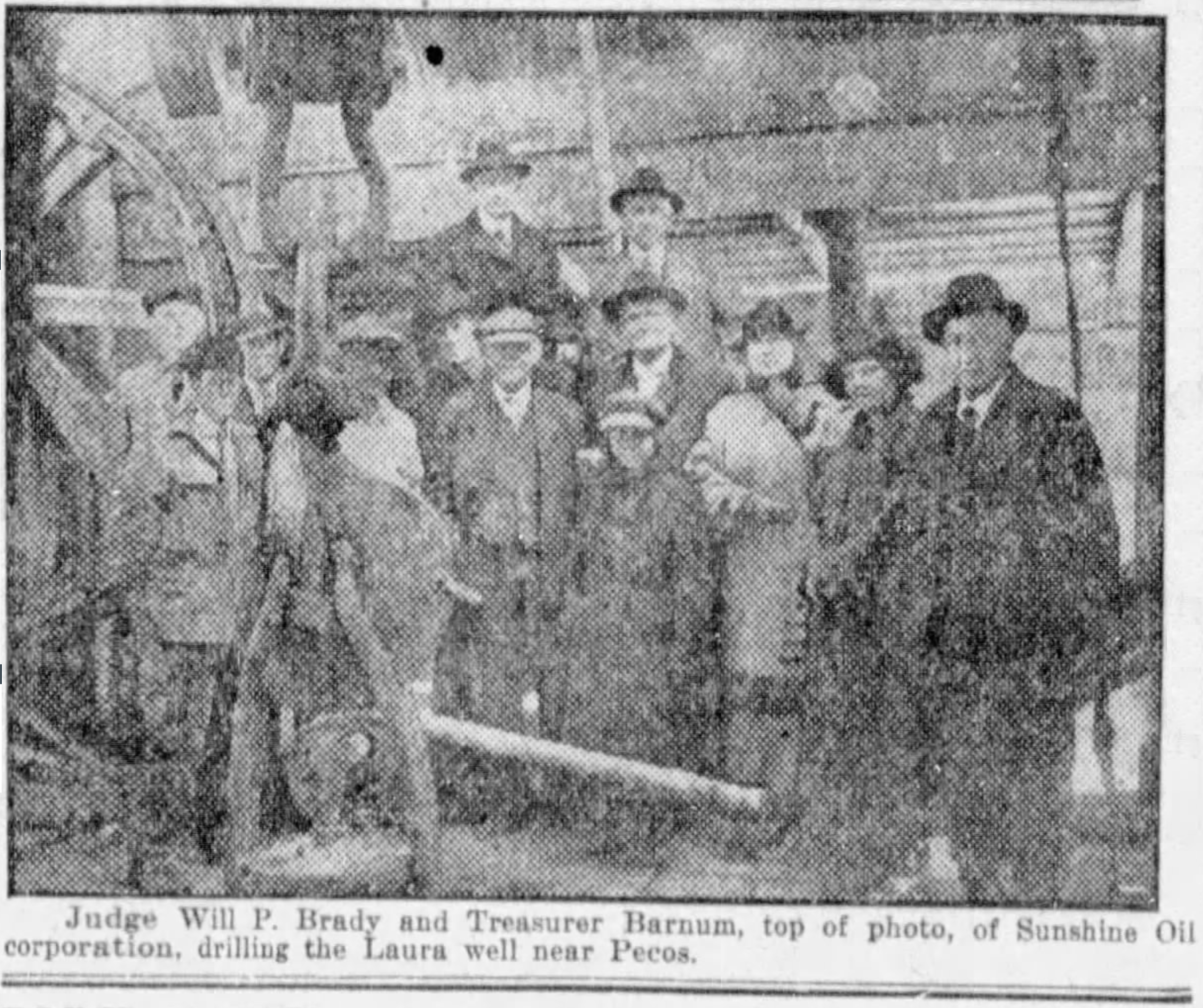
布雷迪（左上）等阳光石油公司人员站在劳拉油井旁

布雷迪在佩科斯还有土地，1919年造访当地后他向《埃尔帕索先驱报》表示，一切迹象都表明当地蕴藏石油和天然气。1919年6月9日，布雷迪等人在新墨西哥州创办克鲁斯石油公司。年中他在加利福尼亚州停留，夫人和孩子夏季迁往该州。七月庭审期开始后，海诺特氏、埃德加·威廉姆斯等临时法官受命接手布雷迪的工作。布雷迪八月以五千美元价格卖掉房子，9月29日（周一）返回埃尔帕索，周五辞去法官职位，准备前往洛杉矶加入阳光石油公司，该司是克鲁斯石油公司的重要合作伙伴。布雷迪担任公司律师兼董事，二哥大卫后来也加入该司。威尔上任短短数周内，阳光石油就在加利福尼亚报纸刊登佩科斯谷油田广告，宣称谷内劳拉油井“随时可能大量产出石油”。
1919年11月，阳光石油已宣布拥有约688平方公里土地石油开采权，大部分位于佩科斯谷，还有些在加利福尼亚州蒙特贝洛油田和德克萨斯州大泉。至少三口油井开钻，分别是劳拉油井、沃德县的胜利油井和利曼油井。。公司自称出售租约便筹得八万美元。
布雷迪1925年加入加利福尼亞州律師公會，很快就代表罗兹石油生产公司起诉石油生产商巴内特·罗森伯格废弃亨廷頓比奇五口油井，导致罗兹损失十万美元。1929年布雷迪是加利福尼亚州文图拉MKT石油公司干事。此时他还是国家石油金融公司代理人，并在圣巴巴拉担任石油企业律师。

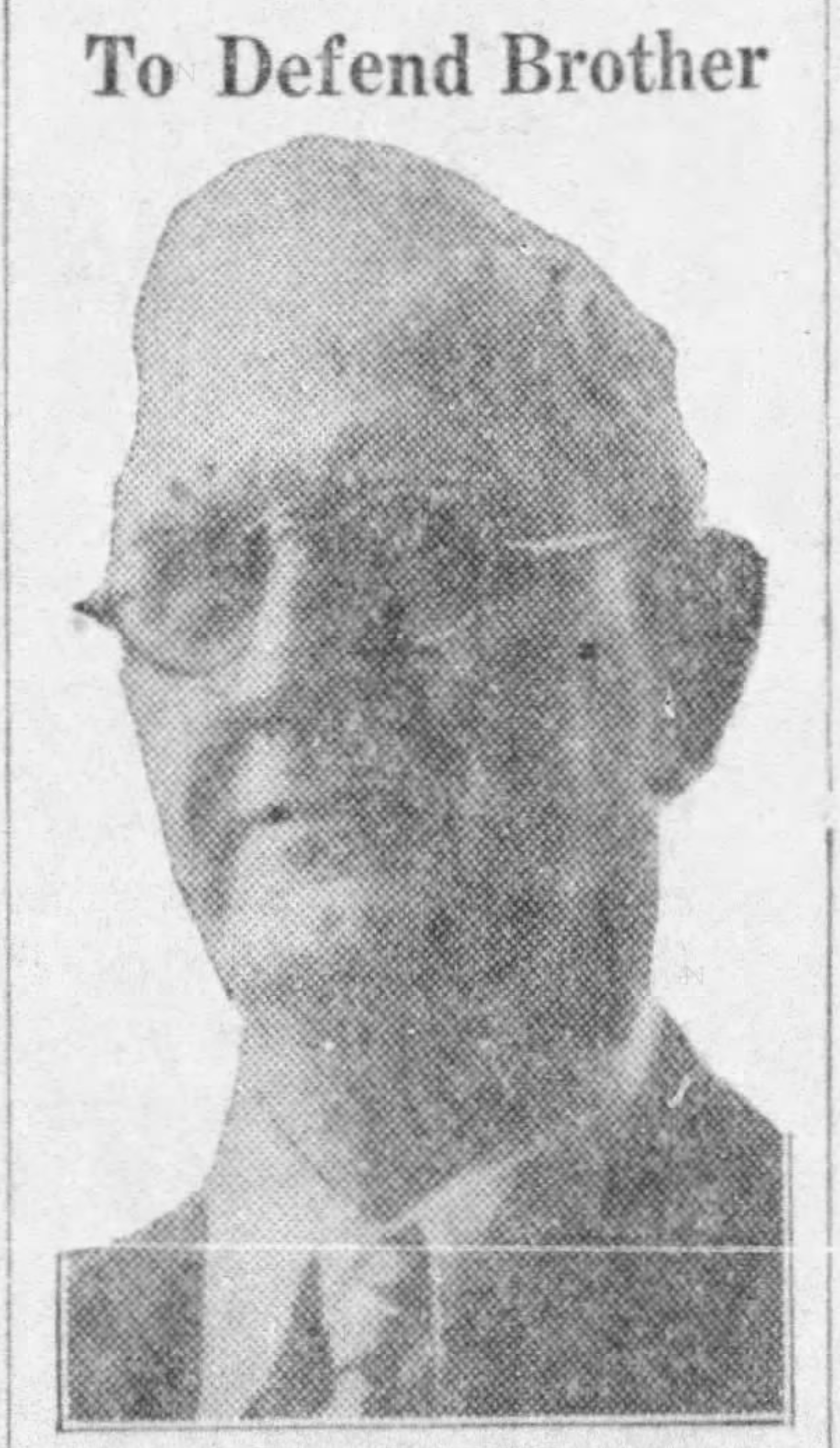
《奥斯汀美国人报》1929年刊登的布雷迪照片

1929年11月，布雷迪的长兄约翰涉嫌在奥斯汀醉酒之际杀害情妇被捕，布雷迪庭审开始次日就从加利福尼亚州赶往奥斯汀，上一次兄弟俩见面已是四年前。妹妹海伦与威尔的夫人来到法院旁听。布雷迪加入另外八名律师组成的辩护团队，四人主辩，布雷迪等五人主要负责协助、咨询。他在1930年5月初心脏病发，好几天不能离开酒店房间。5月20日法庭审判之际威尔赶到，约翰被判罪名成立，处三年有期徒刑。
1931年，联邦法官威廉·詹姆斯任命布雷迪担任圣巴巴拉亚勒蒙特石油公司破产管理人。

### 晚年
布雷迪1931年左右迁居克雷斯顿，1934年他在美国农业贷款协会圣路易斯-奥比斯波县分会当财务主管。该协会旨在向农业提供财政援助，特别是向农民贷款，同时与联邦土地银行协会协调。布迪雷持续任职到至少1936年，最后因身体问题退休。

## 从政
布雷迪公开声明支持民主党，积极参与地方和全州政治。1904年大选期间德克萨斯州民主党大会在圣安东尼奥召开，住在奥斯汀的布雷迪是特拉维斯县代表。迁至佩科斯后，他又在1908年大选期间任州民主党大会里夫斯县代表，兼任布莱恩－克恩俱乐部主席。
1916年布雷迪任埃尔帕索县民主党执行委员会主席，兼任弗格森民主党俱乐部书记，支持州长弗格森竞选连任。同年他为阿尔弗雷德·约翰·哈珀连任德克薩斯州刑事上訴法院法官背书，出席在休斯顿举行的州民主党大会。1917年初布雷迪竞选连任埃尔帕索市初选执行委员会主席，胜出后开始规划四月普选。他在执行委员会任职到当上法官、不能再担任其他政治职务时止。1917年布雷迪还协助组织午餐会向州参议员克劳德·本顿·哈德斯佩斯致敬。1918年布雷迪参加7月27日举办的执行委员会初选，并在不久前出席午餐会支持阿德里安·普尔竞选州议员，再度表态支持哈德斯佩斯，主持县检察官弗莱尔公开表态反对非法酒吧的政治会议。州民主党大会在韦科召开，布雷迪是与会代表。
迁居加利福尼亚州后，布雷迪在1932年大选期间主持富兰克林·德拉诺·罗斯福和约翰·南斯·加纳的地方竞选，听从圣路易斯-奥比斯波县民主党中央委员会和洛杉矶竞选总部指示。他负责位于蒙特利街的圣路易斯-奥比斯波竞选总部，致力在全县各地创办会员俱乐部，如奥西诺、皮斯摩海滩、大阿罗约。选举结束后他留在中央委员会。他在克雷斯顿短暂停留后迁居圣路易斯-奥比斯波，直到1933年中央委员会为他出任加利福尼亚南区助理联邦检察官背书。同年他支持旨在给予部分非营利教育机构免税待遇的四号提案，造访《皮斯莫时报》办公室并撰写半版文章宣传提案。经中央委员会推荐、加利福尼亚州联邦众议员亨利·斯塔布斯牵线，威廉·奥唐纳当上房主贷款公司驻圣路易斯-奥比斯波联邦评估师，布雷迪在旁协助，帮他人争取住房贷款。斯塔布斯第二年任命布雷迪进入州民主党中央委员会。1936年布雷迪当上民主黨全國委員會地方财政分会主席，还是“罗斯福提名人”组织地方主席，支持罗斯福竞选连任。

## 经商
《佩科斯时报》称布雷迪“在推动佩科斯发展领域始终位居商界前列，而且一直是社会进步的可靠助力”。1909年他与欧内斯特·巴尔科姆、格里芬氏、罗丁斯氏、老同事麦肯齐合作创办佩科斯谷南部铁路。铁路原计划连接佩科斯与约241公里以南的普雷西迪奥县普雷西迪奥，但因经费不足改在里夫斯县托亚韦尔设站。铁路1910年通车，农民从此得以更加快捷地往返市场，乘客旅途多一分顺畅，少一点尘土。
1911年布雷迪再度推动铁路经过佩科斯。他和另外九人代表佩科斯与德克萨斯潘汉德尔、佩科斯与海湾铁路代表希利氏签约，从新墨西哥州寇里县特克西科或奎伊县图克姆卡里建铁路至诺尔斯，再建到佩科斯。

## 社交
《埃尔帕索先驱报》称布雷迪“西德克萨斯公众名流”，《埃尔帕索时报》认为他是“深得人民青睐的地区检察官”。布雷迪参与奥斯汀和佩科斯的众多组织，曾是奥斯汀步枪队军需军士、基督教青年会会员、佩科斯棒球队经理、1911至1913年消防局长。1902年美国天主教骑士团在韦科召开大会，布雷迪当选代表，1904年骑士团在加尔维斯顿开会时推举他为副主席。1906年他代理该组织德克萨斯分部主席，在科珀斯克里斯蒂主持会议期间当选主席，此前他与父亲旅行时曾经过此地。此外，年度野餐等骑士团地方活动也能看到布雷迪的身影，他还是哥伦布骑士会奥斯汀分会创始会员，是皮西厄斯骑士团1911年埃尔帕索地区会议代表，还曾协助组建佩科斯联合慈善协会。
担任佩科斯商业俱乐部副主席期间，布雷迪同古尔德横贯大陆铁路集团、德克萨斯与太平洋铁路人员会晤，作为代表出席德克萨斯保护协会大会，建议为里夫斯县发行20万美元优等公路债券。俱乐部授命布雷迪执掌筹资委员会，同时负责管理1911年9月在佩科斯举办的年度博览会和烧烤聚会。活动起名“佩科斯博览会、烧烤和老定居者团聚会”，邀请西德克萨斯和新墨西哥州人士参加。据《埃尔帕索先驱报》记载，活动共吸引五千人参与，同时在场者超过1375，可谓“绝对成功”，人们“纷纷向总管威尔·布雷迪庆祝”。盛况促使里夫斯县博览会协会成立，布雷迪任主席，计划购买约16.2万平方米土地，为每年举办博览会打造永久建筑。布雷迪后协助筹得六千美元举办1912年10月博览会，1913和1914年担任博览会董事。
布雷迪1915年迁居埃尔帕索，同年出席北帕索酒店举办的两次宴会，分别是商会为德克萨斯州联邦参议员莫里斯·谢泼德举办和哥伦布骑士会（此时他还是会员）为天主教艾爾帕索教區首任主教安东尼·约瑟夫·舒勒举办。谢泼德在埃尔帕索的部分时间由布雷迪陪同，参议员发表《基督教文明与兄弟情谊》演讲时他也站在台上。布雷迪后来提议，谢泼德在参议院军事委员会任职，或许能为埃尔帕索争取旅级编制。1916年他组织德克萨斯大学地方校友会，还是埃尔帕索县律师协会成员。同年十月亚利桑那州、新墨西哥州、德克萨斯州律师组织“三州律师协会”成立，布雷迪是创始会员。1917年美国加入第一次世界大战，布雷迪从麦克林托克法官手中购买100美元自由债券，呼吁他人跟进，还在法院坐椅上安插国旗表达爱国立场。1917至1918年，他与当地律师协会其他成员协助民众填写征兵问卷。1918年初布雷迪携夫人、妹妹和妹夫参加自由俱乐部舞会，然后协助组织德克萨斯大学地方校友协会第三次年度晚宴，校长罗伯特·欧内斯特·文森到场讲话。同年九月他协助宣传路易斯·波斯特的演讲，主持哥伦布骑士会在布利斯堡为舒勒举办的宴会并介绍主教上台。
迁居圣路易斯-奥比斯波后布雷迪参与老布道团教区活动，1933年任布道团年度秋季节庆活动书记。1936和1937年助力协调年度花会，为恢复布道团筹资。

## 私生活

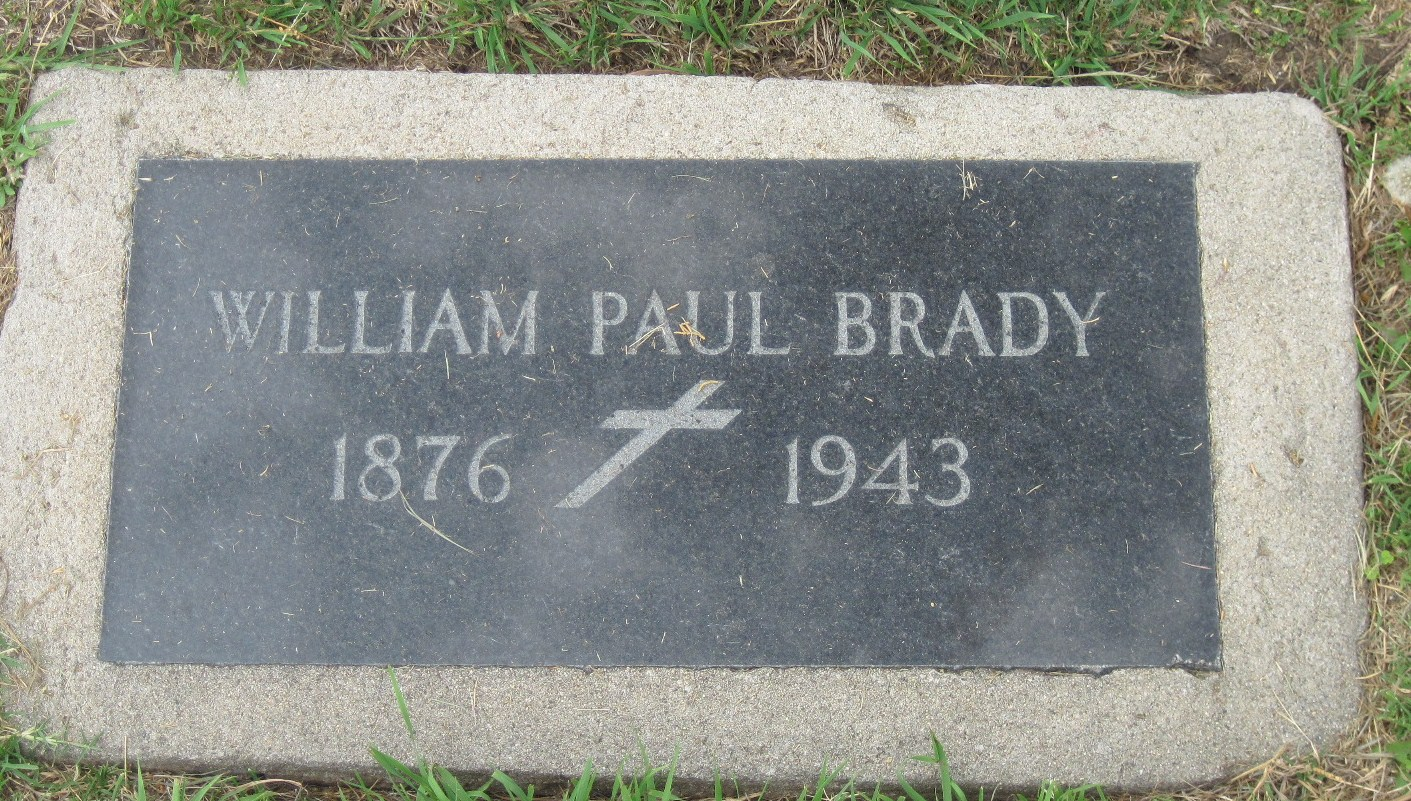
位于圣路易斯-奥比斯波的布雷迪墓

1911年11月30日，布雷迪与梅布尔·雷利在新墨西哥州埃迪县卡尔斯巴德圣尼古拉教堂成婚。雷利在别处出生，很小就随年纪尚轻的父母迁来卡尔斯巴德。婚前三年她曾在纽约等北方州份生活，在佩科斯结识布雷迪。新人12月1日回到佩科斯，新成立的佩科斯律师协会很快设宴款待。布雷迪夫妇利用假期到奥斯汀拜访男方家属，还计划在刑事法庭休庭后游历南方，探视布雷迪在亚利桑那州的亲属。
1914年11月，布雷迪夫妇带着孩子来到卡尔斯巴德，陪同女方父母两周，随后在埃尔帕索与男方亲友过圣诞，住在妹妹海伦位于蒙大拿街的别墅。布雷迪与妹夫丹·怀特一年前以两千美元价格把奥乔亚和斯崔特街交汇处地块卖给詹姆斯·布雷迪。威尔1915年迁居埃尔帕索后不久就在福特大道买房，还在格兰特大道和红木街旁花1500美元买下两块土地，距法院乘电车需半小时，计划建造现代住宅，最后他外包建造五居室平房，耗资3500美元。
1943年2月27日，威廉·保罗·布雷迪在圣路易斯-奥比斯波去世，此前他已生病一段时间，遗体就近下葬。夫人梅布尔1951年6月在洛杉矶去世。两人留下四个孩子，海伦·简·布雷迪、凯塞琳·玛丽·布雷迪住在圣路易斯-奥比斯波，伊丽莎白·玛丽·布雷迪在圣贝纳迪诺当修女，詹姆斯·威廉·布雷迪军士长驻扎在新墨西哥州霍布斯陆军机场。